# المجلس القومي الأسترالي للبحوث الصحية والطبية

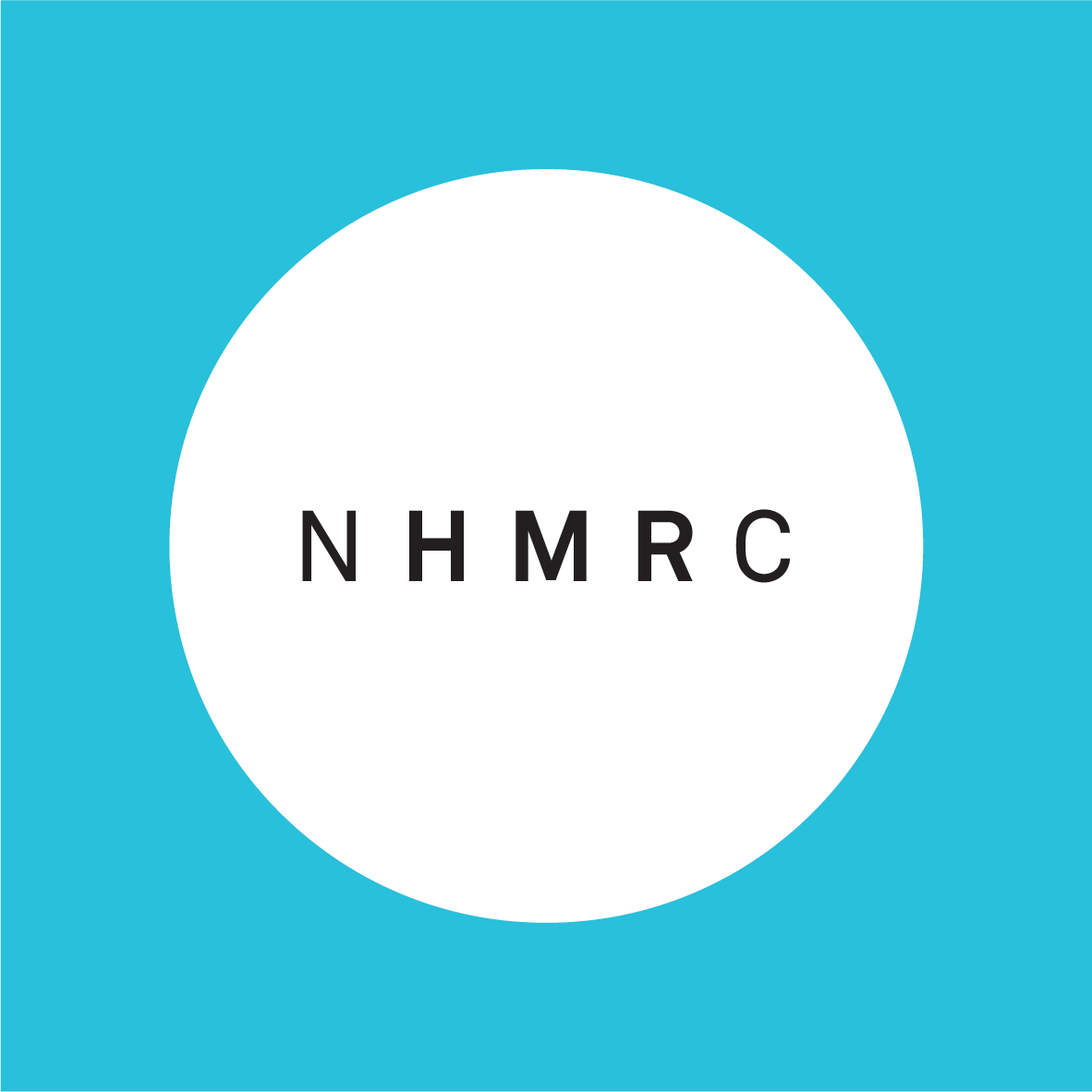
شعار المجلس القومي الأسترالي للبحوث الصحية والطبية

المجلس القومي الأسترالي للبحوث الصحية والطبية (NHMRC) هو السلطة التشريعية والوكالة الأساسية للحكومة الاسترالية المسؤولة عن البحث الطبي والصحة العامة. وهو واحد من أكبر عشرة ممولين للبحوث الصحية في العالم، وتعد الأبحاث الممولة من المجلس معترف بها عالميًا لجودتها العالية.
تتمثل أعمال المجلس في تمويل الأبحاث الصحية والطبية عالية الجودة، وبناء القدرة البحثية، ودعم ترجمة البحوث الصحية والطبية إلى نتائج صحية أفضل، وتعزيز أعلى معايير الأخلاق والنزاهة في البحوث الصحية والطبية. تدعم هذه الأعمال مهمة المجلس المتمثلة في «بناء مجتمع أسترالي صحي».
تأسس المجلس في عام 1926 باسم المجلس الفيدرالي للصحة، وهو جزء من محفظة الصحة للحكومة الأسترالية. يقع المقر الرئيسي للملجس في كانبيرا، إقليم العاصمة الأسترالية. ولديه مكتب أيضا في ملبورن، فيكتوريا.

## أنشطة المجلس
ينص قانون المجلس الوطني للصحة والبحوث الطبية لعام 1992 على أن المجلس لمتابعة الأنشطة المصممة من أجل:
- رفع مستوى الصحة الفردية والعامة في جميع أنحاء أستراليا
- تعزيز تطوير معايير صحية متسقة بين الولايات والأقاليم المختلفة
- تعزيز البحوث الطبية والتدريب وأبحاث الصحة العامة والتدريب في جميع أنحاء أستراليا
- تعزيز النظر في القضايا الأخلاقية المتعلقة بالصحة.

كما هو مذكور في خطة الشركة 2019-2020، تتم هذه الأنشطة في ثلاثة مجالات مواضيعية: الاستثمار والترجمة والنزاهة.

## تأثير المجلس
تؤدي أنشطة المجلس إلى تأثيرات على المعرفة والصحة والاقتصاد والمجتمع. تتوفر معلومات حول هذه التأثيرات من:
- جوائز التميز البحثي
- تحليل المجلس لمنشورات البحوث الصحية والطبية الأسترالية
- ندوة ترجمة البحوث المجلس
- دراسات حالة التأثير

## التنظيم والقيادة
رسميًا يتألف المجلس من كبار المسؤولين الطبيين في الكومنولث والولايات والأقاليم، إضافة إلى الأشخاص ذوي الخبرة في مجموعة متنوعة من المجالات بما في ذلك:
- الصحة العامة
- بحوث الصحة العامة وقضايا البحوث الطبية
- الأخلاق المتعلقة بالبحوث التي تشمل البشر والحيوانات
- الاحتياجات الصحية للسكان الأصليين وسكان جزر مضيق توريس
- قضايا المستهلك (مثل مشاركة المجتمع في التجارب السريرية)
- أعمال
- تدريب الرعاية الصحية
- المعايير الطبية المهنية
- مهنة الطب والتدريب الطبي بعد التخرج
- مهنة التمريض

## التاريخ
في مايو 1923، دعت الحكومة الأسترالية إلى مؤتمر رؤساء الوزراء «لوضع تدابير لتعاون الكومنولث والولايات والدول مع الدول ولتوفير توحيد التشريعات والإدارة بشأن المسائل الصحية». بالاتفاق في المؤتمر تم تعيين الهيئة الملكية للصحة في عام 1925. أوصى تقرير اللجنة بتشكيل مجلس الصحة الفيدرالي كهيئة استشارية يجب أن تجتمع سنويًا على الأقل لغرض مراجعة التعاون بين الكومنولث والسلطات الصحية في الولاية. كما أوصى التقرير بضرورة قيام الكومنولث بتوفير تمويل للمساعدة في البحث في المسائل الصحية ، وإنشاء مجلس لإدارته. استجابة لهذه التوصيات ، تم إنشاء مجلس الصحة الفيدرالي من قبل الحاكم العام (بأمر من المجلس) في عام 1926. تم توفير أمانة المجلس من قبل وزارة الصحة التابعة للحكومة الأسترالية والتي تأسست هي نفسها في عام 1921.
انعقد الاجتماع الأول للمجلس في 25 يناير 1927. في جلسته التاسعة في أبريل 1936، اقترح المجلس مراجعة وظائفه واستجاب الكومنولث لهذه التوصية، جنبًا إلى جنب مع المقترحات السابقة حول البحث الذي قدمته اللجنة الملكية للصحة. في سبتمبر 1936 أنشأ النظام المنقح مجلسًا وطنيًا للصحة والأبحاث الطبية ليحل محل مجلس الصحة الفيدرالي.

## روابط خارجية
- الموقع الرسمي